# Fabián Estay
Fabián Raphael Estay Silva (Conchalí, Región Metropolitana de Santiago; 5 de octubre de 1968) es un exfutbolista chileno. Actualmente trabaja en México para la cadena de televisión Fox Sports (Latinoamérica).

## Trayectoria
En sus temporadas en Universidad Católica jugó 111 encuentros por Campeonato Nacional, anotando 11 goles, debutando en el primer equipo cruzado durante la temporada 1987.
En 1991 pasó al FC St. Gallen de Suiza, y luego de una temporada y media, regresó a su país natal para defender la camiseta de Universidad de Chile. A fines de 1993, tras una gestión de su representante Vinicio Fioranelli, firma un contrato con el Olympiacos griego.
En 1995 regresa a Chile, firmando con Colo-Colo, donde estuvo una temporada. Es uno de los once jugadores (junto a Javier Mascaró, Adolfo Nef, Óscar Wirth, Ricardo Rojas, Rodolfo Moya, Francisco Arrué, Roberto Cereceda, Paulo Garcés, Jean Beausejour y Valber Huerta) que jugó en los tres equipos más grandes del fútbol chileno (Colo-Colo, Universidad de Chile y Universidad Católica).
En 1996 pasó al fútbol mexicano, en donde permaneció hasta fines de 2004. defendió las camisetas de Toluca, América, Atlante, Santos Laguna y CF Acapulco. Forma parte de los Jugadores Históricos del Toluca.
Luego de jugar en el América de Cali colombiano, a fines de la temporada 2006 se retira de la práctica del fútbol profesional defendiendo la camiseta de Palestino.

## Selección nacional
Con la Selección Chilena logró el 4º lugar en el Mundial Juvenil Chile 1987. 
En la Selección adulta jugó en 69 ocasiones, con 5 goles. Jugó las clasificatorias para el Mundial de Francia 1998, y el Mundial, donde fueron eliminados en octavos de final contra Brasil. Debutó frente a Brasil el 17 de octubre de 1990, y su último partido fue contra Uruguay el 24 de abril de 2001.

### Participaciones en Copas del Mundo
| Mundial                                | Sede                | Resultado           | Partidos |
| -------------------------------------- | ------------------- | ------------------- | -------- |
| Copa Mundial de Fútbol Juvenil de 1987 | Chile               | Cuarto lugar        | 6        |
| Copa Mundial de Fútbol de 1998         | Francia             | Octavos de final    | 4        |
| Total de su carrera                    | Total de su carrera | Total de su carrera | 10       |

### Participaciones en Copa América
| Copa                | Sede                | Resultado           | Partidos | Goles |
| ------------------- | ------------------- | ------------------- | -------- | ----- |
| Copa América 1991   | Chile               | Tercer lugar        | 6        | 1     |
| Copa América 1993   | Ecuador             | Fase de grupos      | 3        | 0     |
| Copa América 1995   | Uruguay             | Fase de grupos      | 2        | 0     |
| Copa América 1999   | Paraguay            | Cuarto lugar        | 5        | 0     |
| Total de su carrera | Total de su carrera | Total de su carrera | 16       | 1     |

### Participaciones en clasificatorias a copas del mundo
| Eliminatorias                    | País                  | Resultado           | Posición            | PJ | Goles |
| -------------------------------- | --------------------- | ------------------- | ------------------- | -- | ----- |
| Eliminatorias Francia 1998       | Francia               | Clasificado         | 4º                  | 4  | 1     |
| Eliminatorias Corea y Japón 2002 | Corea del Sur y Japón | Eliminado           | 10.º                | 9  | 1     |
| Total de su carrera              | Total de su carrera   | Total de su carrera | Total de su carrera | 13 | 2     |

### Partidos internacionales
La siguiente tabla detalla los encuentros disputados y los goles marcados por Estay en la selección chilena absoluta.
| \| N.º \| Fecha \| Ciudad \| Local \| Resultado \| Visitante \| Competición \| Goles \| \| ----- \| ----------------------- \| --------------- \| ------------ \| --------- \| ----------------- \| ---------------------------------- \| ----- \| \| 1 \| 17 de octubre de 1990 \| Santiago \| Chile \| 0:0 \| Brasil \| Amistoso \| \| \| 2 \| 8 de noviembre de 1990 \| Belém \| Brasil \| 0:0 \| Chile \| Amistoso \| \| \| 3 \| 9 de abril de 1991 \| Veracruz \| México \| 1:0 \| Chile \| Amistoso \| \| \| 4 \| 22 de mayo de 1991 \| Dublín \| Irlanda \| 1:1 \| Chile \| Amistoso \| \| \| 5 \| 30 de mayo de 1991 \| Santiago \| Chile \| 2:1 \| Uruguay \| Amistoso \| \| \| 6 \| 19 de junio de 1991 \| Quito \| Ecuador \| 2:1 \| Chile \| Amistoso \| \| \| 7 \| 26 de junio de 1991 \| Montevideo \| Uruguay \| 2:1 \| Chile \| Amistoso \| \| \| 8 \| 30 de junio de 1991 \| Santiago \| Chile \| 3:1 \| Ecuador \| Amistoso \| \| \| 9 \| 8 de julio de 1991 \| Concepción \| Chile \| 4:2 \| Perú \| Copa América 1991 \| \| \| 10 \| 10 de julio de 1991 \| Santiago \| Argentina \| 1:0 \| Chile \| Copa América 1991 \| \| \| 11 \| 14 de julio de 1991 \| Santiago \| Chile \| 4:0 \| Paraguay \| Copa América 1991 \| \| \| 12 \| 17 de julio de 1991 \| Santiago \| Chile \| 1:1 \| Colombia \| Copa América 1991 \| \| \| 13 \| 19 de julio de 1991 \| Santiago \| Chile \| 0:0 \| Argentina \| Copa América 1991 \| \| \| 14 \| 21 de julio de 1991 \| Santiago \| Brasil \| 2:0 \| Chile \| Copa América 1991 \| \| \| 15 \| 31 de marzo de 1993 \| Arica \| Chile \| 2:1 \| Bolivia \| Amistoso \| \| \| 16 \| 30 de mayo de 1993 \| Santiago \| Chile \| 1:1 \| Colombia \| Amistoso \| \| \| 17 \| 6 de junio de 1993 \| Bogotá \| Colombia \| 1:0 \| Chile \| Amistoso \| \| \| 18 \| 9 de junio de 1993 \| Quito \| Ecuador \| 1:2 \| Chile \| Amistoso \| \| \| 19 \| 13 de junio de 1993 \| La Paz \| Bolivia \| 1:3 \| Chile \| Amistoso \| \| \| 20 \| 18 de junio de 1993 \| Cuenca \| Paraguay \| 1:0 \| Chile \| Copa América 1993 \| \| \| 21 \| 21 de junio de 1993 \| Cuenca \| Chile \| 3:2 \| Brasil \| Copa América 1993 \| \| \| 22 \| 24 de junio de 1993 \| Cuenca \| Perú \| 1:0 \| Chile \| Copa América 1993 \| \| \| 23 \| 8 de septiembre de 1993 \| Alicante \| España \| 2:0 \| Chile \| Amistoso \| \| \| 24 \| 22 de marzo de 1994 \| Lyon \| Francia \| 3:1 \| Chile \| Amistoso \| \| \| 25 \| 27 de marzo de 1994 \| Riad \| Arabia Saudí \| 0:2 \| Chile \| Amistoso \| \| \| 26 \| 30 de marzo de 1994 \| Riad \| Arabia Saudí \| 2:2 \| Chile \| Amistoso \| \| \| 27 \| 30 de abril de 1994 \| Albuquerque \| EEUU \| 0:2 \| Chile \| Amistoso \| \| \| 28 \| 16 de noviembre de 1994 \| Santiago \| Chile \| 0:3 \| Argentina \| Amistoso \| \| \| 29 \| 25 de mayo de 1995 \| Edmonton \| Chile \| 2:1 \| Irlanda del Norte \| Copa Canadá \| \| \| 30 \| 27 de mayo de 1995 \| Edmonton \| Canadá \| 1:2 \| Chile \| Copa Canadá \| \| \| 31 \| 17 de junio de 1995 \| Antofagasta \| Chile \| 3:1 \| Nueva Zelanda \| Copa Centenario del Fútbol Chileno \| \| \| 32 \| 19 de junio de 1995 \| La Serena \| Chile \| 0:1 \| Paraguay \| Copa Centenario del Fútbol Chileno \| \| \| 33 \| 22 de junio de 1995 \| Santiago \| Chile \| 0:0 \| Turquía \| Copa Centenario del Fútbol Chileno \| \| \| 34 \| 8 de julio de 1995 \| Paysandú \| EEUU \| 2:1 \| Chile \| Copa América 1995 \| \| \| 35 \| 11 de julio de 1995 \| Paysandú \| Argentina \| 4:0 \| Chile \| Copa América 1995 \| \| \| 36 \| 11 de octubre de 1995 \| Concepción \| Chile \| 2:0 \| Canadá \| Amistoso \| \| \| 37 \| 7 de febrero de 1996 \| Viña del Mar \| Chile \| 2:1 \| México \| Amistoso \| \| \| 38 \| 23 de abril de 1996 \| Antofagasta \| Chile \| 3:0 \| Australia \| Amistoso \| \| \| 39 \| 26 de mayo de 1996 \| Santiago \| Chile \| 2:0 \| Bolivia \| Amistoso \| \| \| 40 \| 2 de junio de 1996 \| Barinas \| Venezuela \| 1:1 \| Chile \| Clasificatorias a Francia 1998 \| \| \| 41 \| 6 de julio de 1996 \| Santiago \| Chile \| 4:1 \| Ecuador \| Clasificatorias a Francia 1998 \| \| \| 42 \| 1 de septiembre de 1996 \| Barranquilla \| Colombia \| 4:1 \| Chile \| Clasificatorias a Francia 1998 \| \| \| 43 \| 9 de octubre de 1996 \| Asunción \| Paraguay \| 2:1 \| Chile \| Clasificatorias a Francia 1998 \| \| \| 44 \| 29 de abril de 1998 \| Santiago \| Chile \| 1:0 \| Lituania \| Amistoso \| \| \| 45 \| 19 de mayo de 1998 \| Mendoza \| Argentina \| 1:0 \| Chile \| Amistoso \| \| \| 46 \| 24 de mayo de 1998 \| Santiago \| Chile \| 2:2 \| Uruguay \| Amistoso \| \| \| 47 \| 30 de mayo de 1998 \| Montelimar \| Chile \| 3:2 \| Túnez \| Amistoso \| \| \| 48 \| 4 de junio de 1998 \| Aviñón \| Marruecos \| 1:1 \| Chile \| Amistoso \| \| \| 49 \| 11 de junio de 1998 \| Burdeos \| Italia \| 2:2 \| Chile \| Copa Mundial de Fútbol de 1998 \| \| \| 50 \| 17 de junio de 1998 \| Saint-Étienne \| Chile \| 1:1 \| Austria \| Copa Mundial de Fútbol de 1998 \| \| \| 51 \| 23 de junio de 1998 \| Nantes \| Chile \| 1:1 \| Camerún \| Copa Mundial de Fútbol de 1998 \| \| \| 52 \| 27 de junio de 1998 \| París \| Brasil \| 4:1 \| Chile \| Copa Mundial de Fútbol de 1998 \| \| \| 53 \| 20 de junio de 1999 \| Santiago \| Chile \| 1:0 \| Bolivia \| Amistoso \| \| \| 54 \| 23 de junio de 1999 \| Santiago \| Chile \| 0:0 \| Ecuador \| Amistoso \| \| \| 55 \| 30 de junio de 1999 \| Ciudad del Este \| Chile \| 0:1 \| México \| Copa América 1999 \| \| \| 56 \| 3 de julio de 1999 \| Ciudad del Este \| Chile \| 3:0 \| Venezuela \| Copa América 1999 \| \| \| 57 \| 11 de julio de 1999 \| Luque \| Colombia \| 2:3 \| Chile \| Copa América 1999 \| \| \| 58 \| 13 de julio de 1999 \| Asunción \| Uruguay \| 1:1 5:3 p \| Chile \| Copa América 1999 \| \| \| 59 \| 17 de julio de 1999 \| Asunción \| Chile \| 1:2 \| México \| Copa América 1999 \| \| \| 60 \| 3 de junio de 2000 \| Montevideo \| Uruguay \| 2:1 \| Chile \| Clasificatorias a Corea-Japón 2002 \| \| \| 61 \| 29 de junio de 2000 \| Santiago \| Chile \| 3:1 \| Paraguay \| Clasificatorias a Corea-Japón 2002 \| \| \| 62 \| 19 de julio de 2000 \| La Paz \| Bolivia \| 1:0 \| Chile \| Clasificatorias a Corea-Japón 2002 \| \| \| 63 \| 25 de julio de 2000 \| San Cristóbal \| Venezuela \| 0:2 \| Chile \| Clasificatorias a Corea-Japón 2002 \| \| \| 64 \| 15 de agosto de 2000 \| Santiago \| Chile \| 3:0 \| Brasil \| Clasificatorias a Corea-Japón 2002 \| \| \| 65 \| 2 de septiembre de 2000 \| Santiago \| Chile \| 0:1 \| Colombia \| Clasificatorias a Corea-Japón 2002 \| \| \| 66 \| 8 de octubre de 2000 \| Quito \| Ecuador \| 1:0 \| Chile \| Clasificatorias a Corea-Japón 2002 \| \| \| 67 \| 15 de noviembre de 2000 \| Santiago \| Chile \| 0:2 \| Argentina \| Clasificatorias a Corea-Japón 2002 \| \| \| 68 \| 11 de abril de 2001 \| Monterrey \| México \| 1:0 \| Chile \| Amistoso \| \| \| 69 \| 24 de abril de 2001 \| Santiago \| Chile \| 0:1 \| Uruguay \| Clasificatorias a Corea-Japón 2002 \| \| \| Total \| Total \| Presencias \| Presencias \| 69 \| Goles \| Goles \| 5 \| |                         |                 |              |           |                   |                                    |       |
| N.º | Fecha                   | Ciudad          | Local        | Resultado | Visitante         | Competición                        | Goles |
| 1 | 17 de octubre de 1990   | Santiago        | Chile        | 0:0       | Brasil            | Amistoso                           |       |
| 2 | 8 de noviembre de 1990  | Belém           | Brasil       | 0:0       | Chile             | Amistoso                           |       |
| 3 | 9 de abril de 1991      | Veracruz        | México       | 1:0       | Chile             | Amistoso                           |       |
| 4 | 22 de mayo de 1991      | Dublín          | Irlanda      | 1:1       | Chile             | Amistoso                           |       |
| 5 | 30 de mayo de 1991      | Santiago        | Chile        | 2:1       | Uruguay           | Amistoso                           |       |
| 6 | 19 de junio de 1991     | Quito           | Ecuador      | 2:1       | Chile             | Amistoso                           |       |
| 7 | 26 de junio de 1991     | Montevideo      | Uruguay      | 2:1       | Chile             | Amistoso                           |       |
| 8 | 30 de junio de 1991     | Santiago        | Chile        | 3:1       | Ecuador           | Amistoso                           |       |
| 9 | 8 de julio de 1991      | Concepción      | Chile        | 4:2       | Perú              | Copa América 1991                  |       |
| 10 | 10 de julio de 1991     | Santiago        | Argentina    | 1:0       | Chile             | Copa América 1991                  |       |
| 11 | 14 de julio de 1991     | Santiago        | Chile        | 4:0       | Paraguay          | Copa América 1991                  |       |
| 12 | 17 de julio de 1991     | Santiago        | Chile        | 1:1       | Colombia          | Copa América 1991                  |       |
| 13 | 19 de julio de 1991     | Santiago        | Chile        | 0:0       | Argentina         | Copa América 1991                  |       |
| 14 | 21 de julio de 1991     | Santiago        | Brasil       | 2:0       | Chile             | Copa América 1991                  |       |
| 15 | 31 de marzo de 1993     | Arica           | Chile        | 2:1       | Bolivia           | Amistoso                           |       |
| 16 | 30 de mayo de 1993      | Santiago        | Chile        | 1:1       | Colombia          | Amistoso                           |       |
| 17 | 6 de junio de 1993      | Bogotá          | Colombia     | 1:0       | Chile             | Amistoso                           |       |
| 18 | 9 de junio de 1993      | Quito           | Ecuador      | 1:2       | Chile             | Amistoso                           |       |
| 19 | 13 de junio de 1993     | La Paz          | Bolivia      | 1:3       | Chile             | Amistoso                           |       |
| 20 | 18 de junio de 1993     | Cuenca          | Paraguay     | 1:0       | Chile             | Copa América 1993                  |       |
| 21 | 21 de junio de 1993     | Cuenca          | Chile        | 3:2       | Brasil            | Copa América 1993                  |       |
| 22 | 24 de junio de 1993     | Cuenca          | Perú         | 1:0       | Chile             | Copa América 1993                  |       |
| 23 | 8 de septiembre de 1993 | Alicante        | España       | 2:0       | Chile             | Amistoso                           |       |
| 24 | 22 de marzo de 1994     | Lyon            | Francia      | 3:1       | Chile             | Amistoso                           |       |
| 25 | 27 de marzo de 1994     | Riad            | Arabia Saudí | 0:2       | Chile             | Amistoso                           |       |
| 26 | 30 de marzo de 1994     | Riad            | Arabia Saudí | 2:2       | Chile             | Amistoso                           |       |
| 27 | 30 de abril de 1994     | Albuquerque     | EEUU         | 0:2       | Chile             | Amistoso                           |       |
| 28 | 16 de noviembre de 1994 | Santiago        | Chile        | 0:3       | Argentina         | Amistoso                           |       |
| 29 | 25 de mayo de 1995      | Edmonton        | Chile        | 2:1       | Irlanda del Norte | Copa Canadá                        |       |
| 30 | 27 de mayo de 1995      | Edmonton        | Canadá       | 1:2       | Chile             | Copa Canadá                        |       |
| 31 | 17 de junio de 1995     | Antofagasta     | Chile        | 3:1       | Nueva Zelanda     | Copa Centenario del Fútbol Chileno |       |
| 32 | 19 de junio de 1995     | La Serena       | Chile        | 0:1       | Paraguay          | Copa Centenario del Fútbol Chileno |       |
| 33 | 22 de junio de 1995     | Santiago        | Chile        | 0:0       | Turquía           | Copa Centenario del Fútbol Chileno |       |
| 34 | 8 de julio de 1995      | Paysandú        | EEUU         | 2:1       | Chile             | Copa América 1995                  |       |
| 35 | 11 de julio de 1995     | Paysandú        | Argentina    | 4:0       | Chile             | Copa América 1995                  |       |
| 36 | 11 de octubre de 1995   | Concepción      | Chile        | 2:0       | Canadá            | Amistoso                           |       |
| 37 | 7 de febrero de 1996    | Viña del Mar    | Chile        | 2:1       | México            | Amistoso                           |       |
| 38 | 23 de abril de 1996     | Antofagasta     | Chile        | 3:0       | Australia         | Amistoso                           |       |
| 39 | 26 de mayo de 1996      | Santiago        | Chile        | 2:0       | Bolivia           | Amistoso                           |       |
| 40 | 2 de junio de 1996      | Barinas         | Venezuela    | 1:1       | Chile             | Clasificatorias a Francia 1998     |       |
| 41 | 6 de julio de 1996      | Santiago        | Chile        | 4:1       | Ecuador           | Clasificatorias a Francia 1998     |       |
| 42 | 1 de septiembre de 1996 | Barranquilla    | Colombia     | 4:1       | Chile             | Clasificatorias a Francia 1998     |       |
| 43 | 9 de octubre de 1996    | Asunción        | Paraguay     | 2:1       | Chile             | Clasificatorias a Francia 1998     |       |
| 44 | 29 de abril de 1998     | Santiago        | Chile        | 1:0       | Lituania          | Amistoso                           |       |
| 45 | 19 de mayo de 1998      | Mendoza         | Argentina    | 1:0       | Chile             | Amistoso                           |       |
| 46 | 24 de mayo de 1998      | Santiago        | Chile        | 2:2       | Uruguay           | Amistoso                           |       |
| 47 | 30 de mayo de 1998      | Montelimar      | Chile        | 3:2       | Túnez             | Amistoso                           |       |
| 48 | 4 de junio de 1998      | Aviñón          | Marruecos    | 1:1       | Chile             | Amistoso                           |       |
| 49 | 11 de junio de 1998     | Burdeos         | Italia       | 2:2       | Chile             | Copa Mundial de Fútbol de 1998     |       |
| 50 | 17 de junio de 1998     | Saint-Étienne   | Chile        | 1:1       | Austria           | Copa Mundial de Fútbol de 1998     |       |
| 51 | 23 de junio de 1998     | Nantes          | Chile        | 1:1       | Camerún           | Copa Mundial de Fútbol de 1998     |       |
| 52 | 27 de junio de 1998     | París           | Brasil       | 4:1       | Chile             | Copa Mundial de Fútbol de 1998     |       |
| 53 | 20 de junio de 1999     | Santiago        | Chile        | 1:0       | Bolivia           | Amistoso                           |       |
| 54 | 23 de junio de 1999     | Santiago        | Chile        | 0:0       | Ecuador           | Amistoso                           |       |
| 55 | 30 de junio de 1999     | Ciudad del Este | Chile        | 0:1       | México            | Copa América 1999                  |       |
| 56 | 3 de julio de 1999      | Ciudad del Este | Chile        | 3:0       | Venezuela         | Copa América 1999                  |       |
| 57 | 11 de julio de 1999     | Luque           | Colombia     | 2:3       | Chile             | Copa América 1999                  |       |
| 58 | 13 de julio de 1999     | Asunción        | Uruguay      | 1:1 5:3 p | Chile             | Copa América 1999                  |       |
| 59 | 17 de julio de 1999     | Asunción        | Chile        | 1:2       | México            | Copa América 1999                  |       |
| 60 | 3 de junio de 2000      | Montevideo      | Uruguay      | 2:1       | Chile             | Clasificatorias a Corea-Japón 2002 |       |
| 61 | 29 de junio de 2000     | Santiago        | Chile        | 3:1       | Paraguay          | Clasificatorias a Corea-Japón 2002 |       |
| 62 | 19 de julio de 2000     | La Paz          | Bolivia      | 1:0       | Chile             | Clasificatorias a Corea-Japón 2002 |       |
| 63 | 25 de julio de 2000     | San Cristóbal   | Venezuela    | 0:2       | Chile             | Clasificatorias a Corea-Japón 2002 |       |
| 64 | 15 de agosto de 2000    | Santiago        | Chile        | 3:0       | Brasil            | Clasificatorias a Corea-Japón 2002 |       |
| 65 | 2 de septiembre de 2000 | Santiago        | Chile        | 0:1       | Colombia          | Clasificatorias a Corea-Japón 2002 |       |
| 66 | 8 de octubre de 2000    | Quito           | Ecuador      | 1:0       | Chile             | Clasificatorias a Corea-Japón 2002 |       |
| 67 | 15 de noviembre de 2000 | Santiago        | Chile        | 0:2       | Argentina         | Clasificatorias a Corea-Japón 2002 |       |
| 68 | 11 de abril de 2001     | Monterrey       | México       | 1:0       | Chile             | Amistoso                           |       |
| 69 | 24 de abril de 2001     | Santiago        | Chile        | 0:1       | Uruguay           | Clasificatorias a Corea-Japón 2002 |       |
| Total | Total                   | Presencias      | Presencias   | 69        | Goles             | Goles                              | 5     |

## Clubes
| Club                 | País     | Año       |
| -------------------- | -------- | --------- |
| Universidad Católica | Chile    | 1985-1991 |
| FC St. Gallen        | Suiza    | 1991-1993 |
| Universidad de Chile | Chile    | 1993      |
| Olympiacos CFP       | Grecia   | 1994-1995 |
| Colo-Colo            | Chile    | 1995      |
| Toluca               | México   | 1996-1999 |
| América              | México   | 1999-2001 |
| Atlante              | México   | 2001-2003 |
| Santos Laguna        | México   | 2003      |
| CF Acapulco          | México   | 2004      |
| Toluca               | México   | 2004-2005 |
| América de Cali      | Colombia | 2005      |
| Palestino            | Chile    | 2006      |

## Palmarés

### Torneos nacionales
| Título           | Equipo               | País   | Año  |
| ---------------- | -------------------- | ------ | ---- |
| Primera División | Universidad Católica | Chile  | 1987 |
| Copa Chile       | Universidad Católica | Chile  | 1991 |
| Primera División | Toluca               | México | 1998 |
| Primera División | Toluca               | México | 1999 |

### Torneos internacionales
| Título                          | Equipo  | País   | Año  |
| ------------------------------- | ------- | ------ | ---- |
| Copa de Gigantes de la Concacaf | América | México | 2001 |

### Distinciones individuales
| Distinción                                        | Año           |
| ------------------------------------------------- | ------------- |
| Balón de Oro (México) al mejor jugador de la liga | Invierno 1997 |
| Balón de Oro (México) al mejor jugador de la liga | Verano 1998   |
| Balón de Oro (México) al mejor jugador de la liga | Verano 1999   |